# Церковь Мартина (Турку)
Церковь Ма́ртина (фин. Martinkirkko ) — лютеранская церковь в Турку, построенная и освящённая в 1933 году и получившая своё название в честь Мартина Лютера.
Расположена в районе Мартти вблизи восточного побережья реки Аурайоки.
Входит в число памятников культурного наследия Финляндии.

## История
В 1921 году в Турку возник лютеранский приход Мартина Лютера, который поставил своей задачей строительство собственного храма.
12 ноября 1933 года в честь 450-летия Мартина Лютера, в IV районе, позднее получившим своё второе название — «Мартти», новый лютеранский храм был торжественно освящён. Проект здания в переходном стиле от североевропейского неоклассицизма 1920-х годов к функционализму был разработан архитекторами Тотти Сора и Гуннаром Валрусом (Gunnar Wahlroos). Общий архитектурный минимализм характерен как для внешней, так и для внутренней отделки здания церкви.
Алтарный образ распятого Христа появился на конкурсной основе: среди победителей были художник из Турку Эйнари Вехмас (Einari Wehmas) и Карл Ингелиус (Karl Ingelius). А секко высотой 15 метров и шириной 9,47 метра было многие годы самым большим алтарным изображением в скандинавских странах.